# União das Freguesias de Nogueira, Meixedo e Vilar de Murteda
Die União das Freguesias de Nogueira, Meixedo e Vilar de Murteda ist eine portugiesische Gemeinde (Freguesia) im Kreis (Concelho) Viana do Castelo im Nordwesten Portugals.

## Geschichte
Die Gemeinde entstand im Zuge der Gebietsreform vom 29. September 2013 durch die Zusammenlegung der ehemaligen Gemeinden Nogueira, Meixedo und Vilar de Murteda. Nogueira wurde Sitz der neuen Verwaltung.

## Demographie
| Freguesia | Freguesia                            | Freguesia | Freguesia       | ehemalige Freguesias | ehemalige Freguesias | ehemalige Freguesias | ehemalige Freguesias |
| --------- | ------------------------------------ | --------- | --------------- | -------------------- | -------------------- | -------------------- | -------------------- |
| Wappen    | Freguesia                            | Einwohner | Fläche in (km²) | Wappen               | Freguesia            | Einwohner            | Fläche in (km²)      |
|           | Nogueira, Meixedo e Vilar de Murteda | 1433      | 27,41           |                      | Nogueira             | 922                  | 11,72                |
|           | Nogueira, Meixedo e Vilar de Murteda | 1433      | 27,41           | Meixedo              | 467                  | 7,67                 |                      |
|           | Nogueira, Meixedo e Vilar de Murteda | 1433      | 27,41           | Vilar de Murteda     | 214                  | 8,01                 |                      |